# David Desrosiers
David Philippe Desrosiers (pronunciado da:vid de/ro:si;é)(n. Quebec, Quebec, Canadá, 29 de agosto de 1980) es un músico canadiense retirado, conocido como el ex bajista y corista de la banda pop punk Simple Plan. Creció en Matane, Quebec.

## Biografía
Nació en Matane, Quebec. A los 12 años, los padres de Desrosiers se divorcian, y lo afecta profundamente. Su madre (Charlotte Bernier) vive en Matane y su padre (André) vive en la ciudad de Quebec. Después del divorcio de los padres, vivía con su madre. También se ha encontrado que sufría de hiperactividad cuando era niño y tenía problemas con el apéndice.
Durante su adolescencia, resultó ser un rebelde y fue expulsado de la escuela, pero como tenía buenas calificaciones fue de nuevo admitido. Su primer trabajo fue en McDonald's.

## Carrera
Se unió a la banda Reset después de que el cantante y bajista Pierre Bouvier la dejara pero estuvo en la banda durante 6 meses hasta que se unió a Simple Plan en 2000.
Ha tocado brevemente la batería y la guitarra durante shows para Simple Plan como también para Green Day (tiene dos bajos con la granada de corazón de American Idiot), The Used, Vendetta Red, Good Charlotte, y MxPx. Estuvo en la Temporada 3 de The Naked Brothers Band, episodio 7, "Naked Idol", parte 2. 
En 2020 fue expulsado de la banda Simple Plan porque recibió denuncias por acoso y abuso a menores de edad y Pierre Bouvier lo despidió haciendo que David dejara la banda.
Desrosiers tocaba un Fender Precision Bass.